# The Eleventh Hour (film 1914)
The Eleventh Hour è un cortometraggio muto del 1914 diretto da Henry MacRae e interpretato da William Clifford, W.C. Walters, Lule Warrenton, Sherman Bainbridge.

## Produzione
Il film fu prodotto dalla Bison Motion Pictures (con il nome 101-Bison)

## Distribuzione
Distribuito dall'Universal Film Manufacturing Company, il film - un cortometraggio in due bobine - uscì nelle sale cinematografiche statunitensi il 10 gennaio 1914.